# A-57
A-57 – niezrealizowany projekt radzieckiego bombowca strategicznego, latającej łodzi w układzie konstrukcyjnym latającego skrzydła. Projektantem samolotu był radziecki konstruktor włoskiego pochodzenia Roberto Bartini.

## Historia
W latach 50. XX wieku trwał intensywny wyścig zbrojeń pomiędzy obydwoma supermocarstwami. Głównym narzędziem ataku w przypadku pełnoskalowego konfliktu miały być bomby atomowe, a ich nosicielami strategiczne bombowce. W przypadku Związku Radzieckiego, nie dysponującego flotą latających cystern, akcent w konstrukcji nowych maszyn projektanci kładli na zasięg, umożliwiający dotarcie nad kontynent amerykański. Obok klasycznych rozwiązań pojawiły się również rozwiązania alternatywne. Jednym z nich był zrealizowany w 1957 roku przez Roberto Bartiniego projekt latającej łodzi. W zamierzeniu jej twórcy, maszyna miała lecąc w kierunku Ameryki wodować na oceanie, gdzie mogłaby pobrać paliwo od oczekującego na nią okrętu podwodnego, a po uzupełnieniu paliwa kontynuować lot w kierunku celu. Projektowany samolot otrzymał oznaczenie A-57, litera „A” oznaczała Amerykę (ros. Америка). Bartini zaprojektował latającą łódź w układzie latającego skrzydła. Maszyna miała być napędzana pięcioma silnikami turboodrzutowymi NK-10B. Cała piątka miała być umieszczona w jednym przedziale pomiędzy statecznikami pionowymi. Podobny układ rozmieszczenia silników zastosowano w amerykańskiej konstrukcji North American XB-70 Valkyrie. Radziecki bombowiec miał być uzbrojony w pojedynczą, ważącą 3000 kg bombę termojądrową przenoszoną w komorze bombowej. Maszyna w zamyśle swojego konstruktora przenosić miała również pojedynczy pocisk manewrujący RSS-40 Buran. Pocisk miał być umieszczany na grzbiecie A-57 i tak transportowany do miejsca odpalenia. Bombowiec miał posiadać bogate wyposażenie, między innymi dwa systemy zakłóceń aktywnych Roza i Wienik, jeden system zakłóceń pasywnych TRS-45, radar SWR-1, system łączności Płanieta, system nawigacyjny Wietier oraz system hydroakustyczny Ochock, służący do lokalizacji czekającego z paliwem okrętu podwodnego. Planowana była również wersja rozpoznawcza samolotu różniąca się wyposażeniem oznaczona jako R-57. A-57 nigdy nie wyszedł poza stadium projektu, a w 1960 roku, w biurze OKB-23 Miasiszczewa w Moskwie, gdzie dano do dyspozycji Bartiniemu niewielki zespół konstruktorów, wszelkie prowadzone nad bombowcem prace zostały wstrzymane.